# Болтенко, Михаил Фёдорович
Михаил Федорович Болтенко (14 сентября 1888, Осовец — 6 мая 1959, Одесса) — советский археолог и филолог. Действительный член Одесского общества истории и древностей с 1913 года.

## Биография
Родился 14 сентября 1988 года в городе Осовец Гродненской губернии (ныне Подляское воеводство Польши). Окончил Новороссийский университет в Одессе (1912).
Работал в Одесском археологическом музее (1921) и Одесском университете.
Ученик и ближайший помощник профессора Э. Р. фон Штерна по раскопкам Березанского поселения (1904—1909) и в Аккермане (1912).
Был участником раскопок древнегреческого поселения на острове Березань, античных городов Ольвии и Тиры. Проводя раскопки в 1924—1933 годах на месте античных руин Ольвии, обнаружил средневековое поселение XIV века. Исследовал памятники на острове Березань в Чёрном море, благодаря чему доказал гипотезу о заселении острова ещё до основания древнегреческих поселений, открыл там древнерусские памятники X—XIII веков, подтверждающие важную роль острова в истории Киевской Руси.
Исследовал Усатовские поселения. При проведении самостоятельной полевой и исследовательской работы 1921 открыл в с. Усатово Беляевского района Одесской области памятники культуры, которая получила название усатовской.
Внёс вклад в изучение жизни скотоводческих племен прилиманних степей Украины в начале бронзового века.

## Научные публикации
- Кераміка з Усатова. В кн.: Трипільська культура на Україні, в. 1. К., 1926
- Стародавня руська Березань. «Археологія», 1947, т. 1. Стратиграфия и хронология Большого Куяльника. В кн.: Материальї по археологии Северного Причерноморья, в. 1. Одесса, 1957
- До питання про час виникнення та назву давнішої йонійської оселі над Борисфеном. «Вісник Одеської комісії краєзнавства. Секція археології», 1930, № 4/5;
- Новая надпись в честь Ахилла Понтарха. «Вопросы древней истории», 1953, № 4;
- Канкит ольвийского декрета в честь Протогена. «Советская археология», 1958, т. 28;
- Епіграфічні замітки: Проксенія херсонського громадянина, знайдена в Томі. «Матеріали з археології Північного Причорномор’я», 1959, вип. 2.